# Ezequiel Pedro Paz

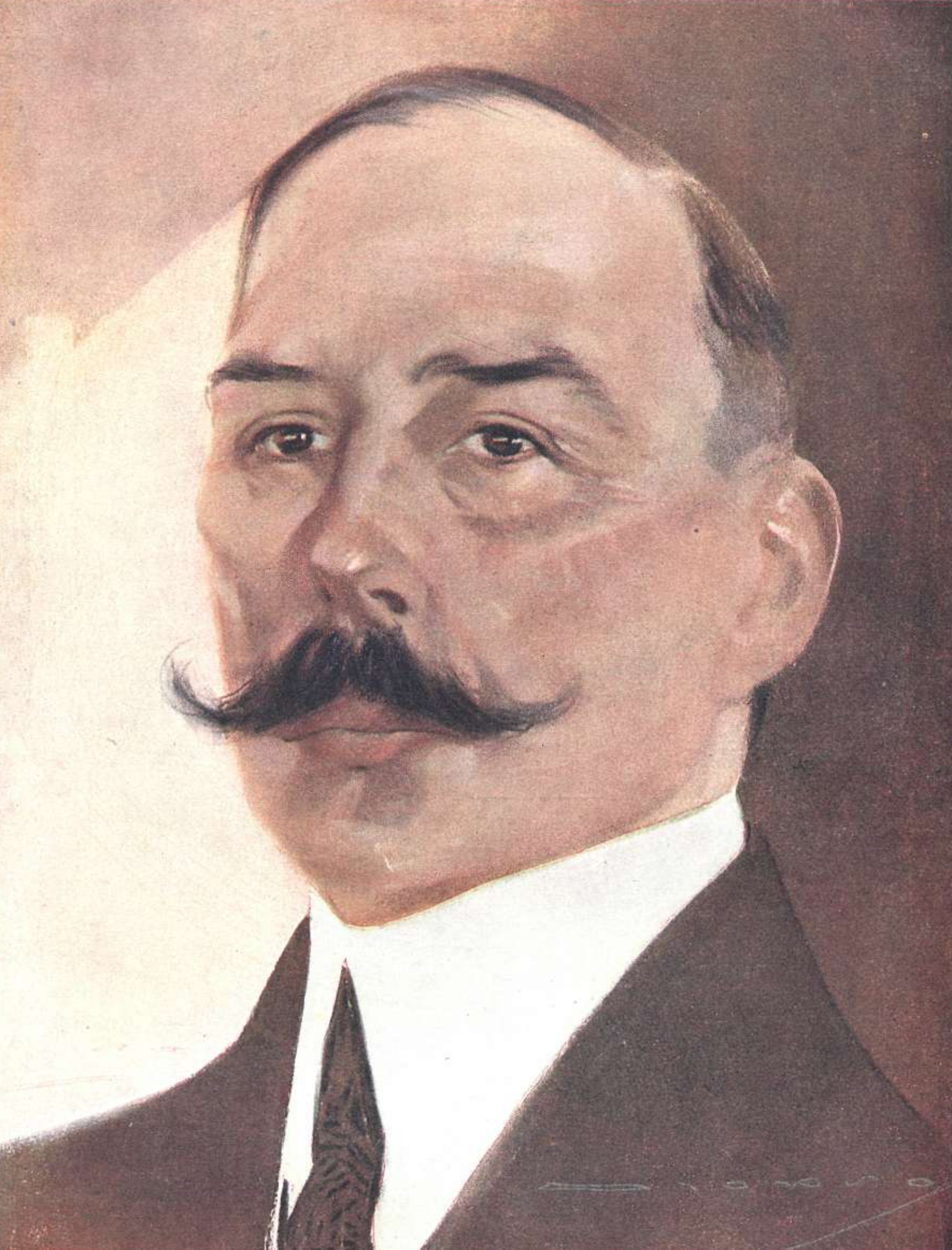
Retratado por Alonso en Caras y Caretas (1920)

Ezequiel Pedro Paz Díaz, conocido también como Ezequiel José Clemente Paz Díaz (San Fernando, 21 de abril de 1871 - Buenos Aires,  25 de marzo de 1953) fue un periodista argentino, director y redactor del diario La Prensa, uno de los de mayor circulación de Argentina desde fines del siglo XIX y hasta la primera mitad del siglo XX.

## Biografía

### Nacimiento y familia
Ezequiel Pedro Paz nació en San Fernando, en 1871. Fue el hijo mayor del aristocrático matrimonio formado por los porteños José C. Paz y Zelmira Díaz Gallardo. Era hermano de Zelmira Rosa Paz Díaz, con descendencia en la familia Gainza Paz.
Contrajo casamiento por única vez, con Celina Zaldarriaga. No tuvo hijos.

### Sus comienzos en el diarioLa Prensa
El 4 de mayo de 1900 asumió la dirección que dejaba su padre instalado en París, cargo que desempeñó a lo largo de cuarenta y tres años. Dos años antes de su nacimiento, José C. Paz había fundado el  diario La Prensa, donde Ezequiel P. Paz tendría su actuación.
Como vocero de la República Conservadora que había sido iniciada por la Generación del Ochenta, el diario, de cuño liberal y conservador cuestionó la expansión de derechos que impulsaban las nuevas corrientes políticas y sociales que luchaban por establecer una república democrática. 
El historiador radical Félix Luna cuestionó la conducta de La Prensa:

Desde el punto de vista de la ética periodística, la posición de la prensa independiente fue condenable. El castigo a este sectarismo llegó por sí mismo: la deformación de la realidad fue tan completa que todos, los que escribían y los que leían, llegaron a convencerse de que la imagen presentada era cierta; que la Unión Democrática representaba la arrasadora mayoría del país frente a minúsculas turbas despreciables.
Félix Luna, El 45.

### Director del diarioLa Prensa
Ezequiel Pedro Paz asumió la dirección de La Prensa en 1898. Propuso una serie de cambios y mejoras para impulsar al diario superando al diario La Nación, que supo ser el segundo diario a nivel de tirada. La tirada diaria que en 1869 vendía 700 ejemplares, alcanzó los 150 000 en 1910 y superó los 500 000 en los años 30 y 40.[cita requerida]
En 1909 el diario se puso abiertamente de parte del gobierno en su accionar político y apoyó la declaración del estado de sitio

El estado de sitio actual es un acto de defensa social. Por lo mismo, es evidente la conveniencia de mantener rigurosamente su carácter. No hay ni puede ni debe haber un solo argentino que se sienta limitado en sus libertades personales y políticas por el presente estado de sitio: porque -¡loado sea Dios! No es para ellos (La Prensa 20-11-1909).

Jugó un papel destacado en la formación de la Liga Patriótica Argentina, un grupo político no partidista argentino que promovía un nacionalismo de derecha que se organizó tanto con fuerzas paramilitares como con círculos sociales formales; que actuaba como grupos de choque, hostigando mediante el matonaje y acciones criminales contra los residentes extranjeros, organizaciones sindicales y grupos de trabajadores en huelga.
Durante la Década Infame, caracterizada por la "restauración neoconservadora", en donde tuvo lugar el "fraude patriótico" o fraude electoral, Ezequiel Pedro Paz dijo en un editorial:

Nosotros sabemos que en el país ha reaparecido el fraude electoral. No lo disimulamos nunca, ni dejamos de protestar en defensa de los derechos cívicos. Pero no nos parece bien el abuso del cargo en que incurren los partidos que tratan de explicar su contraste atribuyéndolo a maniobras dolosas del adversario. No siempre se puede ganar, y conformarse con haber perdido en buena ley no es una deshonra.
La Prensa, 15-3-1938.

En 1943, decidió dejar la dirección de La Prensa a su sobrino Alberto Gainza Paz, por problemas de salud.

### Fallecimiento
Falleció en Buenos Aires, el 25 de marzo de 1953.